# Kenza Tazi
Kenza Tazi (sinh ngày 6 tháng 2 năm 1996 tại Boston, Hoa Kỳ) là một vận động viên trượt tuyết núi cao người Maroc. Cô đã thi đấu cho Ma-rốc tại Thế vận hội mùa đông 2014 ở nội dung slalom và slalom khổng lồ.

## Cuộc sống ban đầu
Kenza Tazi sinh ngày 6 tháng 2 năm 1996 tại Boston, Hoa Kỳ. Tazi bắt đầu trượt tuyết từ năm ba tuổi, tham gia câu lạc bộ trượt tuyết đầu tiên của cô khi cô 12 tuổi. Sau đó, cô giải thích rằng, "mỗi năm gia đình tôi đưa tôi đi trượt tuyết một tuần vào mùa đông và tình yêu của tôi về môn thể thao này phát triển từ đó".

## Sự nghiệp trượt tuyết
Sau khi tham gia cuộc thi trượt tuyết quốc tế, Tazi đã xếp hạng đủ cao để đủ điều kiện tham dự Thế vận hội mùa đông 2014 ở Sochi, Nga. Điều này theo sau sự phục hồi của cô sau chấn thương dây chằng bị tổn thương một năm trước tại Ancelle. Cô được chọn đại diện cho Maroc tại Thế vận hội mùa đông 2014, cùng với vận động viên trượt tuyết Adam Lamhamedi.
Tazi thừa nhận rằng cô không mong giành được huy chương, nói rằng "Tôi sẽ cố gắng tận hưởng. Tôi không có kỹ thuật, cũng không có kinh nghiệm, để giành huy chương tại sự kiện thể thao lớn này, vì vậy tôi có những mục tiêu khác nhau. Tôi ở đây chủ yếu để trượt tuyết và để cải thiện khả năng của mình. "  Cô ấy xếp thứ 62 chung cuộc trong slalom khổng lồ nữ, và thứ 45 trong slalom.
Sau Thế vận hội, cô được chọn là thành viên của một phái đoàn đã gặp Tổng thống Hoa Kỳ Barack Obama, và tiếp tục theo học đại học tại Đại học Hoàng gia Luân Đôn nơi cô học vật lý.